# 詹姆斯·科克兰
詹姆斯·科克兰（英語：James P. Corcoran，1904年8月13日—1986年10月30日）为一位美国音讯工程师。他赢得过1次奥斯卡最佳音响效果奖，并得到3次提名。

## 精选影视作品
科克兰曾赢得1次奥斯卡金像奖，并获得3次提名。
获奖：
- 音乐之声 (1965)[1]

提名：
- 埃及艳后 (1963)[2]
- 痛苦与狂喜（英语：The Agony and the Ecstasy (film)） (1965)[1]
- 圣保罗炮艇 (1966)[3]